# Bóg, człowiek i szatan
Bóg, człowiek i szatan – polski niemy dramat filmowy z roku 1912 w reżyserii Abrahama Izaaka Kamińskiego. Ekranizacja popularnej sztuki Jakuba Gordina. Film obecnie uznawany za zaginiony.

## Fabuła
Dom Hersza Dubrownera, ubogiego i cnotliwego przepisywacza ksiąg, staje się polem starcia między dobrem a złem. Uosabiający zło Szatan pojawia się pod postacią sprzedawcy losów loteryjnych i kusi Hersza, aby ten uległ chęci szybkiego wzbogacenia się. Hersz wygrywa na loterii i za otrzymane pieniądze buduje fabrykę produkującą tałesy. Szatan znów się pojawia, tym razem pod postacią kupca Uriela Mazyka. Rujnuje wszystkich okolicznych rzemieślników wytwarzających tałesy ręcznie, nie potrafi jednak wygrać z Dubrownerem i jego fabryką. Gdy Dubrowner nie może znieść ciążących na nim grzechów, popełnia samobójstwo i w ten sposób sam sobie wymierza karę.

## Obsada
Obsada jest znana jedynie szczątkowo:
- Rudolf Zasławski - Herszełe Dubrowner